# Borzechów (gromada)
Borzechów – dawna gromada, czyli najmniejsza jednostka podziału terytorialnego Polskiej Rzeczypospolitej Ludowej w latach 1954–1972.
Gromady, z gromadzkimi radami narodowymi (GRN) jako organami władzy najniższego stopnia na wsi, funkcjonowały od reformy reorganizującej administrację wiejską przeprowadzonej jesienią 1954 do momentu ich zniesienia z dniem 1 stycznia 1973, tym samym wypierając organizację gminną w latach 1954–1972.
Gromadę Borzechów z siedzibą GRN w Borzechowie utworzono – jako jedną z 8759 gromad na obszarze Polski – w powiecie lubelskim w woj. lubelskim na mocy uchwały nr 12 WRN w Lublinie z dnia 5 października 1954. W skład jednostki weszły obszary dotychczasowych gromad Borzechów wieś, Kępa Borzechowska, Borzechów kol. i Majdan Borzechowski ze zniesionej gminy Niedrzwica oraz obszar dotychczasowej gromady Majdan Skrzyniecki ze zniesionej gminy Bełżyce w tymże powiecie. Dla gromady ustalono 15 członków gromadzkiej rady narodowej.
1 stycznia 1956 gromada weszła w skład nowo utworzonego powiatu bełżyckiego w tymże województwie.
1 stycznia 1962 do gromady Borzechów włączono obszar zniesionej gromady Kłodnica Dolna oraz wieś Łączki i kolonię Pawłówek ze zniesionej gromady Skrzyniec w tymże powiecie.
1 stycznia 1969 do gromady Borzechów włączono wsie Kępa i Kazimierów ze zniesionej gromady Łopiennik w tymże powiecie; z gromady Borzechów wyłączono natomiast wieś Osina, włączając ją do gromady Niedrzwica Kościelna tamże.
Gromada przetrwała do końca 1972 roku, czyli do kolejnej reformy gminnej. 1 stycznia 1973 w powiecie bełżyckim utworzono gminę Borzechów (od 1999 gmina Borzechów znajduje się w powiecie lubelskim w woj. lubelskim).